# چیس ایکان
چیس ایکان (به انگلیسی: Chase Icon؛ زادهٔ ۲۲ فوریهٔ ۲۰۰۱) خواننده-ترانه‌پرداز، محتواساز رسانه‌های اجتماعی و شخصیت تلویزیون واقع‌نما آمریکایی اهل کالیفرنیای جنوبی می‌باشد. وی اکنون با دت کید و آیشا اروتیکا عضو گروهٔ فریکالیشز می‌باشد.

## زندگی شخصی
ایکان یک زن ترنس است و اکنون در لس آنجلس، کالیفرنیا ساکن می‌باشد.